# Okoniowate
Okoniowate (Percidae) – rodzina ryb okoniokształtnych.

## Zasięg występowania
Wody słodkie i estuaria półkuli północnej. W Polsce występuje jazgarz, okoń i sandacz.

## Cechy charakterystyczne
- dwie płetwy grzbietowe, czasami krawędziami połączone, pierwsza oparta na promieniach twardych
- płetwy brzuszne osadzone pod piersiowymi
- 1–2 promieni twardych w płetwie odbytowej
- paszcza uzbrojona w drobne zęby rozłożone na szczękach, lemieszu i kościach podniebienia

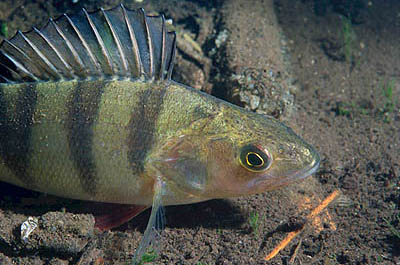
Okoń europejski

- zamknięty pęcherz pławny

## Klasyfikacja
Rodzaje zaliczane do tej rodziny:
Ammocrypta — Crystallaria — Etheostoma — Gymnocephalus — Perca — Percarina — Percina — Romanichthys — Sander — Zingel